# Polygala youngii
Polygala youngii là một loài thực vật có hoa trong họ Polygalaceae. Loài này được Exell miêu tả khoa học đầu tiên năm 1935.